# Obere Warnow
Obere Warnow är en kommun i Landkreis Ludwigslust-Parchim i förbundslandet Mecklenburg-Vorpommern i Tyskland.
Kommunen bildades den 1 januari 2012 genom en sammanslagning av de tidigare kommunerna Grebbin och Herzberg.
Kommunen ingår i kommunalförbundet Amt Parchimer Umland tillsammans med kommunerna Domsühl, Groß Godems, Karrenzin, Lewitzrand, Rom, Spornitz, Stolpe, Ziegendorf och Zölkow.